# Elonty
Elonty est une commune rurale malgache située dans la partie centre de la région d'Anosy.